# 4088 Baggesen
4088 Baggesen (1986 GG) là một tiểu hành tinh vành đai chính được phát hiện ngày 3 tháng 4 năm 1986 bởi P. Jensen ở Brorfelde.